# Pugilato ai Giochi panamericani
Il pugilato è uno sport presente ai Giochi panamericani fin dalla prima edizione del 1951 a Buenos Aires. È stato un evento esclusivamente maschile fino al 2011, quando nell'edizione di Guadalajara fece la sua apparizione per la prima volta il pugilato femminile.

## Medagliere
Nel medagliere totale netto il predominio dei pugili cubani per numero di medaglie d'oro vinte. Solamente nella prima edizione del 1951 si svolsero incontri per il terzo posto tra i due semifinalisti perdenti, e dal quel momento in poi, sono sempre state assegnate due medaglie di bronzo in ogni categoria ai due pugili perdenti in semifinale.
| Pos.   | Nazione           |     |     |     | Totale |
| ------ | ----------------- | --- | --- | --- | ------ |
| 1      | Cuba              | 98  | 21  | 17  | 136    |
| 2      | Stati Uniti       | 34  | 36  | 46  | 116    |
| 3      | Argentina         | 22  | 16  | 28  | 66     |
| 4      | Brasile           | 8   | 22  | 37  | 67     |
| 5      | Venezuela         | 8   | 15  | 41  | 64     |
| 6      | Messico           | 8   | 13  | 38  | 59     |
| 7      | Porto Rico        | 7   | 18  | 25  | 50     |
| 8      | Canada            | 6   | 12  | 30  | 48     |
| 10     | Colombia          | 4   | 10  | 14  | 28     |
| 9      | Rep. Dominicana   | 3   | 16  | 27  | 46     |
| 11     | Cile              | 2   | 9   | 8   | 19     |
| 12     | Ecuador           | 1   | 5   | 8   | 14     |
| 13     | Uruguay           | 1   | 1   | 7   | 9      |
| 14     | Giamaica          | 0   | 2   | 10  | 12     |
| 15     | Perù              | 0   | 2   | 2   | 4      |
| 16     | Guyana            | 0   | 1   | 7   | 8      |
| 17     | Panama            | 0   | 1   | 2   | 3      |
| 17     | Trinidad e Tobago | 0   | 1   | 3   | 4      |
| 19     | Panama            | 0   | 1   | 2   | 3      |
| 20     | Bahamas           | 0   | 1   | 0   | 1      |
| 20     | Nicaragua         | 0   | 0   | 4   | 4      |
| 21     | El Salvador       | 0   | 0   | 2   | 2      |
| 21     | Guatemala         | 0   | 0   | 2   | 2      |
| 23     | Antigua e Barbuda | 0   | 0   | 1   | 1      |
| 23     | Barbados          | 0   | 0   | 1   | 1      |
| 23     | Costa Rica        | 0   | 0   | 1   | 1      |
| 23     | Honduras          | 0   | 0   | 1   | 1      |
| Totale | Totale            | 187 | 187 | 331 | 705    |